# لوئیجی کارلو فارینی
لوئیجی کارلو فارینی (ایتالیایی: Luigi Carlo Farini؛ ۲۲ اکتبر ۱۸۱۲ – ۱ اوت ۱۸۶۶) یک سیاست‌مدار، تاریخ‌نگار و روزنامه‌نگار اهل پادشاهی ساردنی بود.